# Dietmar Danner
Dietmar Danner (* 29. November 1950 in Mannheim) ist ein ehemaliger deutscher Fußballspieler.

## Sportliche Laufbahn

### Vereinskarriere
Sein Vater Walter Danner spielte während des Zweiten Weltkrieges und nach Rückkehr aus der Gefangenschaft von 1949 bis 1951 in der ersten Mannschaft des VfR Mannheim. Dietmar Danner begann 1959 bei Eintracht Plankstadt mit dem Fußballspielen. 1965 wechselte er zum VfR Mannheim, bei dem Danner mit 18 Jahren im Regionalligateam debütierte.
1971 wechselte der Linksfuß zu Borussia Mönchengladbach, wo der Techniker und Dauerläufer bereits in seiner ersten Saison zum Stammspieler des Bundesligadritten avancierte und wo er zusammen mit Rainer Bonhof, Günter Netzer und Herbert Wimmer die Mittelfeldachse bildete. 1973 wurde Danner mit den Borussen Fünfter in der Bundesliga und DFB-Pokalsieger. Nach Netzers Wechsel zu Real Madrid und Bonhofs Rückzug in die Verteidigung bildete Danner in der Saison 1973/74 zusammen mit Horst Köppel, Christian Kulik und Herbert Wimmer die Mittelfeldreihe der Borussen, die am Ende den zweiten Platz hinter den Münchner Bayern belegten. In der ersten Saisonhälfte der Saison 1974/75 kam Danner wegen Verletzungen nur wenig zum Einsatz, in der Rückrunde war er wieder Stammspieler und gewann seinen ersten Deutschen Meistertitel. Am 7. Mai 1975 in Düsseldorf und am 21. Mai in Enschede war Danner in den beiden Finalspielen des UEFA-Pokals dabei; Borussia Mönchengladbach gewann nach dem 5:1-Rückspielsieg über den FC Twente Enschede als erste deutsche Mannschaft überhaupt den UEFA-Pokal. In der Saison 1975/76 war Danner in allen 34 Spielen dabei und gewann zum Zweiten Mal den deutschen Meistertitel. Hatte Danner in seinen ersten fünf Jahren bei der Borussia in 149 Spielen mitgewirkt, so sollten nach Problemen mit dem Innenband und dem Meniskus in den nächsten vier Jahren nur noch dreißig Spiele dazukommen. Bei seiner dritten Meisterschaft in der Saison 1976/77 kam er gar nur dreimal zum Einsatz, beim zweiten UEFA-Pokalsieg der Borussen wurde Danner im Finalhinspiel für fünfzehn Minuten eingewechselt.
Seine Karriere als Profifußballer setzte er in der Saison 1980/81 beim FC Schalke 04 mit 19 Einsätzen fort, er stieg mit den Schalkern aus der Bundesliga ab. Von dort wechselte er zum 1. FC Saarbrücken, der als Absteiger aus der 2. Bundesliga im Spieljahr 1981/82 in der Südweststaffel der damals drittklassigen Amateur-Oberliga erfolglos um dem Wiederaufstieg ins Unterhaus des Profifußballs kämpfte. Er beendete 1982/83 seine Laufbahn nach einer Spielzeit mit 16 Ligaeinsätzen (ein Tor) beim Linzer ASK in Österreich.

### Auswahleinsätze
In der deutschen Nationalmannschaft kam Danner auf sechs Länderspieleinsätze in der Zeit von 1973 bis 1976. Sein sechstes und letztes Länderspiel war das Halbfinale der Europameisterschaft 1976, als er zur Halbzeit gegen Heinz Flohe ausgewechselt wurde. Danner konnte in der Nationalmannschaft nie an die Vereinsleistungen anknüpfen, er hatte aber auch regelmäßig mit Verletzungen zu kämpfen. In den beiden Spielzeiten nach der EURO 1976 kam der Gladbacher nur auf zwölf der 68 möglichen Bundesligapartien.